# 10321 Rampo
10321 Rampo eller 1990 UN2 är en asteroid i huvudbältet som upptäcktes den 26 oktober 1990 av den japanska astronomen Tsutomu Seki vid Geisei-observatoriet. Den är uppkallad efter den japanske författaren Edogawa Rampo.
Asteroiden har en diameter på ungefär 4 kilometer.